# Jason Lamy-Chappuis
Vous lisez un « bon article » labellisé en 2015.
Pour les articles homonymes, voir Lamy et Chappuis.
Ne doit pas être confondu avec Ronan Lamy-Chappuis.
Jason Lamy-Chappuis, né le 9 septembre 1986 à Missoula (Montana) aux États-Unis, est un coureur et champion olympique français de combiné nordique.
Arrivé en France à l'âge de quatre ans, avec sa famille qui s'installe à Bois-d'Amont dans le Jura, il pratique le ski alpin et le ski de fond, puis découvre le saut à ski. Brillant dans les compétitions régionales et nationales au cours de sa jeunesse, il intègre le Pôle France de ski nordique de Prémanon puis devient membre de l'équipe de France. En 2003, il remporte le Festival olympique de la jeunesse européenne, puis une manche de la Coupe OPA, destinée aux jeunes coureurs, avant de prendre son premier départ en Coupe du monde l'année suivante. En 2006, il obtient son premier podium, puis sa première victoire en Coupe du monde, et se classe 4e des Jeux olympiques de Turin dans l'épreuve du sprint. Gagnant en régularité les saisons suivantes, il remporte deux médailles de bronze lors des Mondiaux de Liberec en 2009.
Il est sacré champion olympique en 2010 lors des Jeux olympiques de Vancouver sur le petit tremplin. La même année, il remporte six épreuves de Coupe du monde et s'adjuge le classement général, marquant le début de son règne sur la discipline. En 2011, puis en 2012, il remporte deux nouveaux globes de cristal, et son premier titre mondial à Oslo. En 2013, il perd son rang de numéro 1 mondial mais obtient trois médailles d'or et une médaille de bronze lors des Mondiaux de Val di Fiemme.
Porte-drapeau de la délégation française pour les Jeux olympiques de Sotchi 2014, il passe à côté des épreuves, mais fait son retour au plus haut niveau l'année suivante en remportant deux nouvelles médailles de bronze aux Mondiaux de Falun 2015, ainsi qu'une médaille d'or dans le sprint par équipes en compagnie de François Braud. Il annonce alors sa retraite sportive pour se consacrer à sa formation de pilote de ligne. Une fois son diplôme obtenu, en mai 2017, Il décide de reprendre sa carrière sportive et participe aux  Jeux olympiques 2018 à Pyeongchang.
Jason Lamy-Chappuis compte 27 victoires en Coupe du monde, dont 26 sur des épreuves individuelles, dix médailles mondiales dont cinq en or, trois classements généraux de Coupe du monde et un titre olympique, ce qui constitue l'un des plus importants palmarès de son sport. En janvier 2019, il devient pilote de ligne chez Air France.

## Repères biographiques

### Naissance et premières années aux États-Unis (1986-1991)

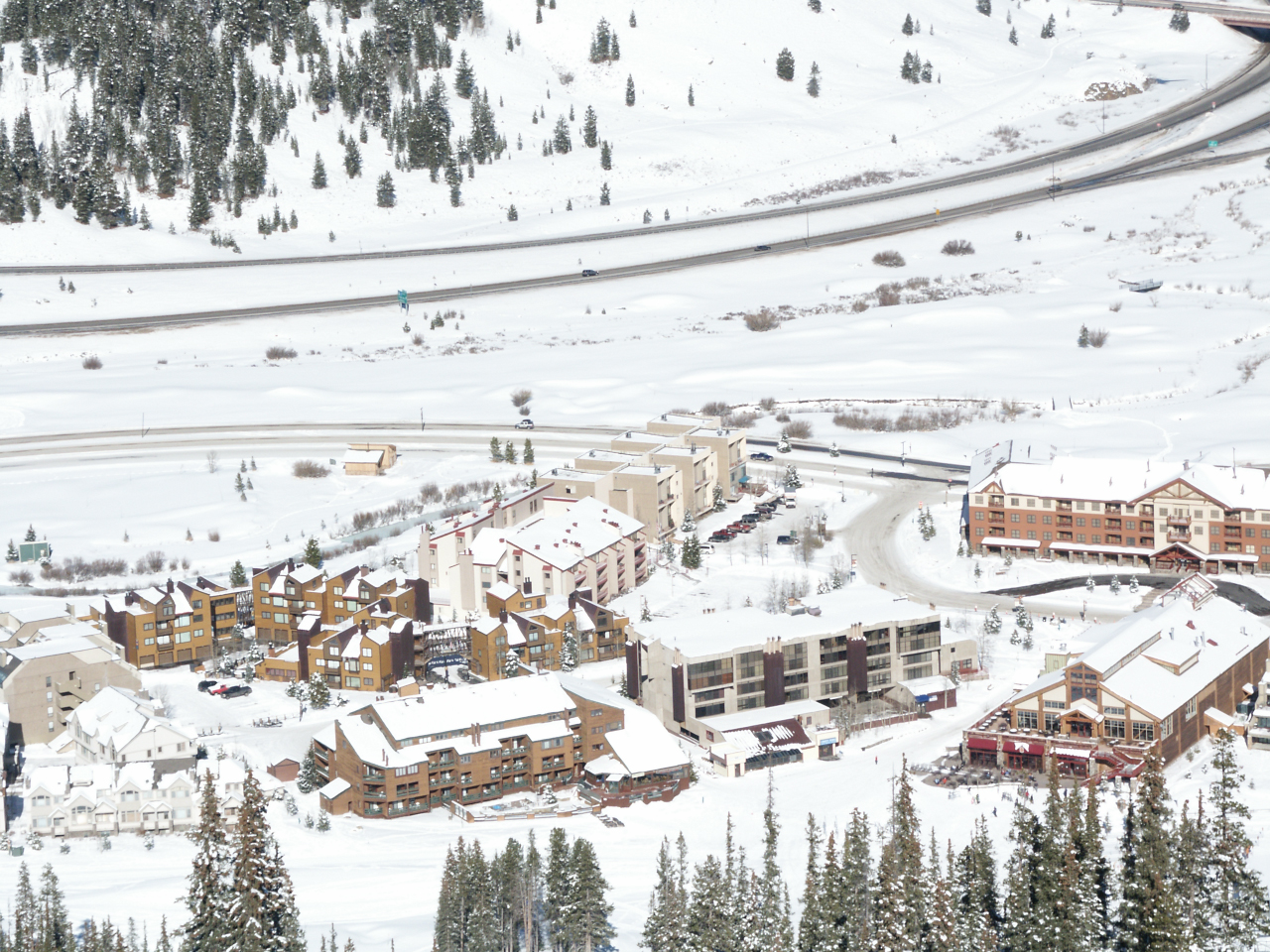
Station de Copper Mountain, dans le Colorado, où Jason Lamy-Chappuis a débuté dans la pratique des sports d'hiver.

Jason Lamy-Chappuis naît le 9 septembre 1986 à Missoula, seconde ville la plus peuplée de l'État du Montana, située dans le nord-ouest des États-Unis. Sa mère, Annette, est américaine, née dans une famille de neuf enfants du Montana. En 1981, elle part en Europe pour skier dans les Alpes dans le cadre d'un séjour au pair et c'est à cette occasion qu'elle rencontre Daniel, son futur mari français, dans une télécabine de Tignes, où celui-ci est moniteur de ski alpin au Club Med,. En 1986, Daniel accepte de suivre Annette dans son pays, où elle donne naissance à Jason, leur fils unique. La famille Lamy-Chappuis déménage une première fois en 1987 à Copper Mountain, dans le Colorado, où Jason, monté sur les skis dès l'âge d'un an et demi, dispute sa première course de ski alpin en mars 1990,.

### Enfance dans le Jura (1991-2001)

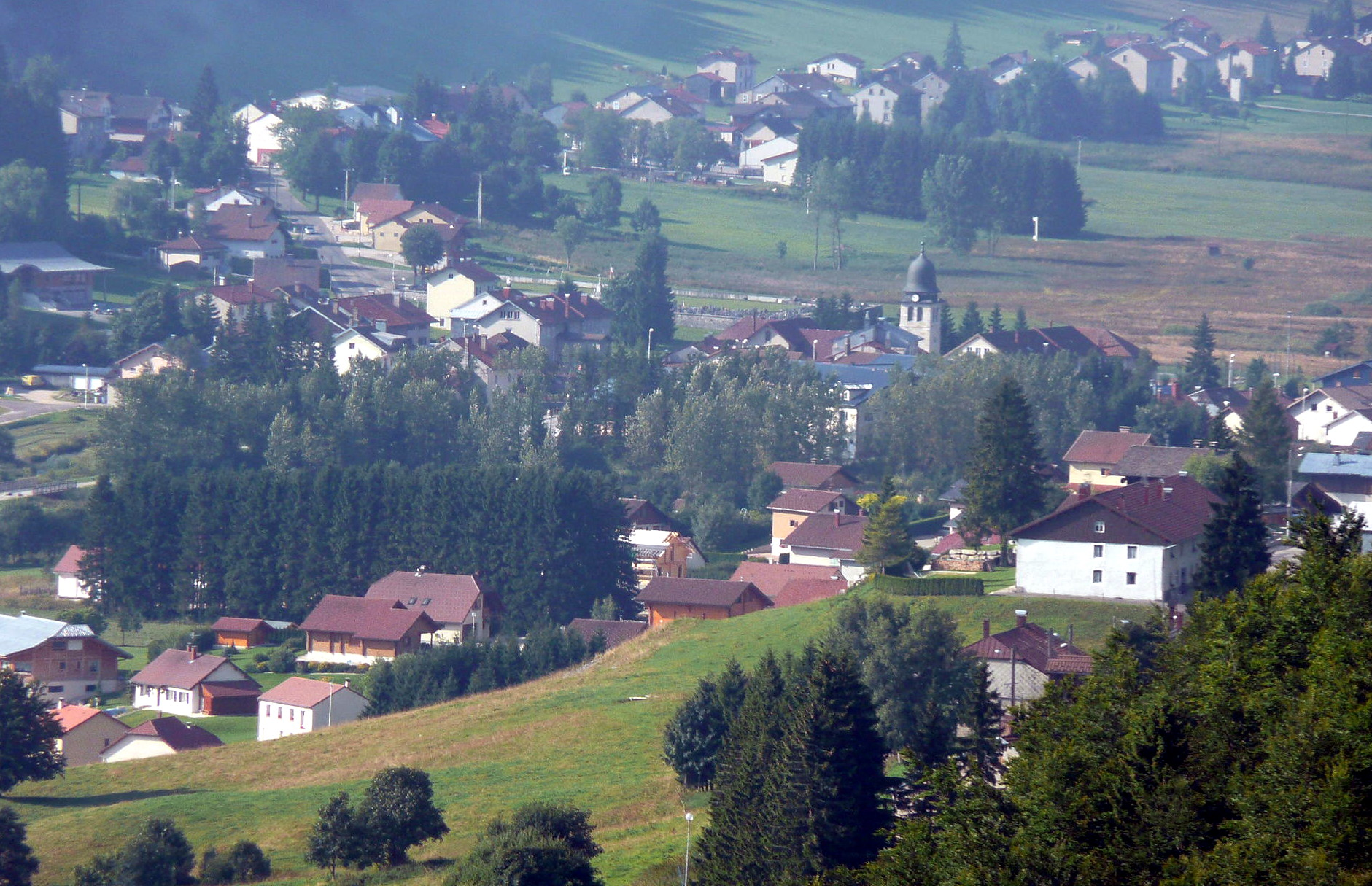
C'est à Bois-d'Amont, dans le Jura, que la famille Lamy-Chappuis s'installe en 1991.

La famille fait son retour en France en juillet 1991, alors que Jason est âgé de quatre ans, et s'installe dans le Jura à Bois-d'Amont, un village de montagne situé à plus de 1 000 mètres d'altitude et faisant partie de la station de sports d'hiver des Rousses,. C'est là que Jason découvre le ski de fond, qu'il pratique parfois pour se rendre à l'école l'hiver, et les petits tremplins de saut, avec ses copains d’enfance Émilien et Gilles. C'est également à cette époque qu'il rencontre son futur coéquipier François Braud, qui vit en famille d'accueil chez les parents de Jason. Le 15 janvier 1994, alors qu'il n'a que sept ans, il remporte la première place sur petit tremplin lors de sa première compétition disputée aux Rousses,. Il enchaîne les bons résultats dans des épreuves régionales franc-comtoises, notamment au Critérium régional de saut, dont il se classe 1er en 1995, 2e en 1996, 3e en 1997 et 2e en 1998, ou à la Transjeune, une course de ski de fond skate qu'il remporte en 1996, 1997 et 1998, organisée dans le cadre de la prestigieuse épreuve de la Transjurassienne. Jusqu'en 1998, il participe aussi bien à des courses de ski de fond qu'à des compétitions de saut. Il suit sa scolarité dans la section sport-étude du collège des Rousses où il choisit l'option combiné nordique,. En 2000 et 2001, il participe à ses premières compétitions internationales lors des Jeux Nordiques de l’Organisation des Pays Alpins, disputés respectivement à Planica en Slovénie, puis à Klingenthal en Allemagne, et termine 3e du Critérium National Minimes en combiné.

## Carrière sportive

### Débuts de la carrière professionnelle (2001-2005)

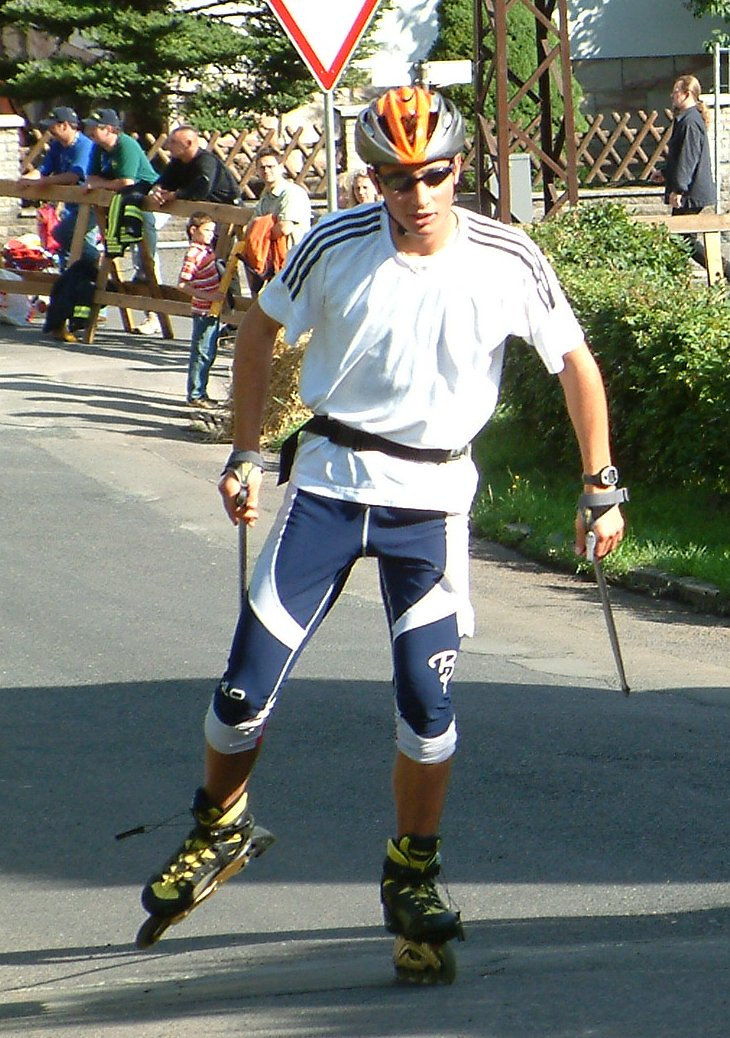
Jason Lamy-Chappuis lors d'une épreuve du Grand Prix d'été en 2004.

Jason Lamy-Chappuis intègre ensuite le Pôle France de ski nordique de Prémanon, où il suit des cours par correspondance avec le Centre national d'enseignement à distance (CNED) et obtient son baccalauréat scientifique en 2004 avec la mention « Bien »,.
Considéré comme un espoir du combiné nordique français, Jason Lamy-Chappuis remporte ses premières victoires internationales en 2003, avec une première place lors du Festival olympique de la jeunesse européenne, organisé en Slovénie, puis une victoire lors d'une manche de Coupe d'Europe, également en Slovénie, à Planica le 9 mars,. Lamy-Chappuis est présent aux Championnats du monde junior qui ont lieu à Sollefteå, en Suède. Seizième du Gundersen, dix-huitième du sprint, il y décroche une médaille de bronze lors de l'épreuve par équipes, avec Maxime Laheurte, Sébastien Lacroix et François Braud,. La même année, il prend part à sa première épreuve de Coupe du monde B, à Trondheim le 12 mars, où il se classe 13e du sprint avant de disputer deux autres épreuves de cette compétition dans la même semaine.
L'hiver suivant, Lamy-Chappuis fait deux apparitions en Coupe du monde B. Il participe également à neuf courses FIS comptant pour la Coupe OPA et y obtient notamment deux victoires et deux podiums, ce qui lui permet de remporter le classement général de cette compétition devant Maxime Laheurte,,. Lamy-Chappuis est aussi présent aux Championnats du monde junior de ski nordique qui ont lieu à Stryn, en Norvège, que ce soit en combiné nordique mais aussi en saut à ski. En combiné nordique, cinquième du sprint, il est aussi sixième de l'épreuve par équipes, en compagnie de Laheurte, Braud et Jonathan Felisaz. En saut à ski, il est onzième de l'épreuve par équipes où Braud est également aligné. Quelques jours plus tard, le 28 février 2004 il prend son premier départ en Coupe du monde de combiné nordique lors d'une épreuve à Oslo : il s'y classe 27e du sprint, ce qui lui fait marquer des points au classement général, et ce dès sa première participation. La même année, il remporte le titre de champion de France juniors.
Devenu professionnel, il consacre la saison 2005 à la Coupe du monde. Il se montre aux Championnats du monde, à Oberstdorf. Il participe à nouveau aux Championnats du monde junior, cette fois organisés à Rovaniemi (Finlande). Il s'y classe huitième du Gundersen, sixième du sprint et décroche l'argent dans l'épreuve par équipes, accompagné cette fois de Laheurte, Braud et Maxime Boillot. Il participe à quatre manches de la Coupe OPA, dont deux à Kranj en Slovénie et deux à Pragelato en Italie, et remporte la victoire dans chacune de ces courses. Ces quatre succès lui permettent de se placer au 3e rang du général.
Parallèlement à sa carrière sportive, Jason Lamy-Chappuis poursuit ses études en préparant une licence de mathématiques par correspondance avec l'université de Marseille, des études de mathématiques qu'il ne termine pas. Il obtient également son diplôme de moniteur de ski.

### Jeux olympiques de Turin, premiers succès et médailles mondiales (2005-2009)
Jason Lamy-Chappuis se révèle le 25 novembre 2005, à Kuusamo (Finlande), en ouverture de la Coupe du monde. Après avoir pris la 1re place de l'épreuve du saut, il se classe finalement 4e du 15 km individuel, le meilleur résultat d'un Français en Coupe du monde depuis 1998. Il obtient même ses deux premiers podiums en se plaçant au 3e rang à Ramsau (Autriche) puis à Harrachov (République tchèque), ce qui lui permet de se qualifier logiquement pour les Jeux olympiques d'hiver de 2006 à Turin, où il déclare se présenter « sans complexes ». L'équipe américaine tente d'ailleurs de le convaincre de rejoindre ses rangs à l'approche des Jeux, lui qui possède la double nationalité, ce qu'il refuse immédiatement,. Fabrice Guy, champion olympique du combiné nordique à Albertville en 1992, lui vient en aide en devenant préparateur de ses skis, comme pour l'ensemble des membres de l'équipe de France de combiné.
Lors des Jeux olympiques de Turin, Jason Lamy-Chappuis prend la quatrième place de l'épreuve de sprint remportée par Felix Gottwald devant Magnus Moan et Georg Hettich, à seulement treize secondes du podium. Il dit alors : « Il y a tout de même une pointe de déception, car je n'étais pas loin de la médaille. Cela s'est joué dans la dernière bosse où je n'ai pas été capable de suivre Gottwald et Moan quand ils ont accéléré », avant d'ajouter : « En ski de fond, je vais progresser avec l'âge. Les trois qui sont devant moi aujourd'hui ont 28-29 ans. Ils ont plus de maturité et vont sans doute arrêter avant les Jeux de Vancouver 2010 : un titre olympique est donc possible ». Le mois suivant, il remporte sa première victoire en Coupe du monde en enlevant le sprint à Sapporo au Japon. Il termine cette année-là à la cinquième place du classement général,.
Jason Lamy-Chappuis commence la saison 2007 de la meilleure des façons en s'imposant dès la première épreuve, disputée à Kuusamo en Finlande. Cette victoire lui permet de prendre d'entrée le maillot jaune de leader du classement général, ce qui n'était plus arrivé à un Français depuis Fabrice Guy, quatorze ans auparavant. Il fait preuve d'une grande régularité au cours de la saison, en terminant notamment sur le podium du sprint hurricane à Ramsau (2e), puis de la mass start de Val di Fiemme (3e) et des sprints de Seefeld (2e) et Lahti (3e). Il conclut la saison comme il l'avait commencé, par une victoire, dans le sprint d'Oslo. Avec ces deux victoires, pour un total de six podiums, il se place au deuxième rang du classement général de la Coupe du monde, derrière le Finlandais Hannu Manninen. Ses bons résultats en sprint lui permettent par ailleurs de s'adjuger le petit globe de cristal de la discipline,.
Durant l'été 2007, il gagne la dernière étape du Grand Prix d'été à Bischofshofen, en Autriche. Lors de la saison 2008, Jason Lamy-Chappuis étend son palmarès : il remporte deux nouvelles victoires en Coupe du monde, la première en sprint à Schonach le 5 janvier, la deuxième à Seefeld le 27 janvier, également en sprint. Cinquième du classement général de la Coupe du monde, il est devancé de seulement quatre points par l'Allemand Ronny Ackermann dans la course au petit globe de cristal du sprint.
Il ne remporte aucune victoire lors de la saison 2009, mais compte tout de même six podiums : il se classe 2e à Trondheim et Klingenthal, et 3e à Trondheim, Ramsau, Oberhof et Lahti. Il achève la saison au cinquième rang du classement général, comme l'année précédente. Lors des Championnats du monde disputés à Liberec, en République tchèque, il obtient ses deux premières médailles mondiales : le 20 février, il prend la troisième place de la mass start, derrière l'Américain Todd Lodwick et l'Allemand Tino Edelmann, alors qu'il n'occupait que la 20e place à l'issue du 10 km ski de fond qui précédait deux sauts,. Il renouvelle sa performance le 28 février, dans l'épreuve individuelle grand tremplin : en tête à l'issue du saut, il est rattrapé en ski de fond par l'Américain Bill Demong et l'Allemand Björn Kircheisen, mais parvient à conserver la 3e place, pour obtenir une seconde médaille de bronze,. Il déclare a posteriori que sa médaille en mass start a constitué pour lui un « déclic » et lui a permis de se « décomplexer » dans les grands championnats.

### Titre olympique et premier globe de cristal (2009-2010)

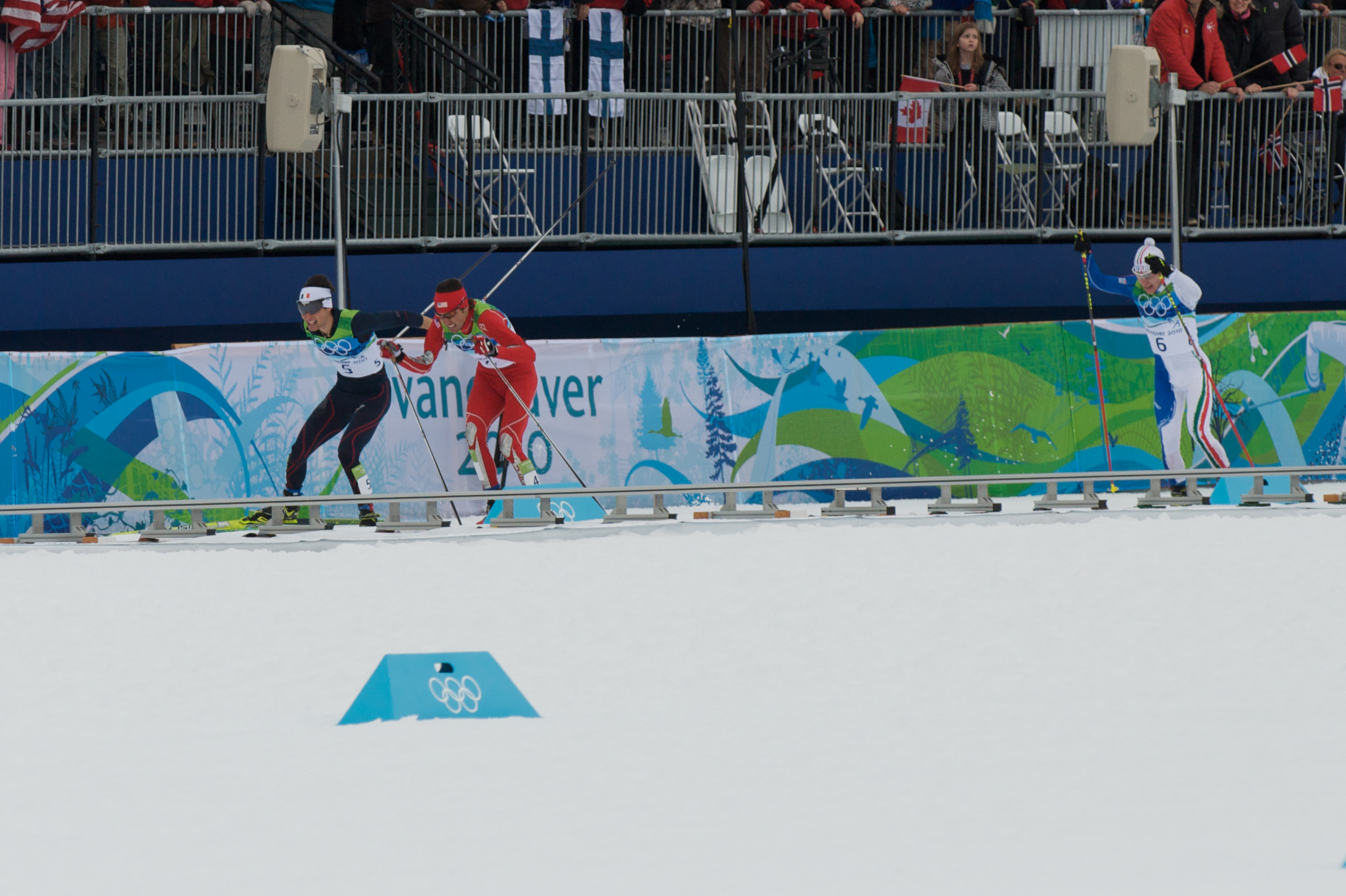
L'attaque victorieuse du titre olympique.

Lors de la saison 2009-2010, marquée par les Jeux olympiques de Vancouver, Jason Lamy-Chappuis remporte à nouveau l'épreuve d'ouverture de Kuusamo. La semaine suivante, à Lillehammer, il signe une nouvelle victoire et une troisième place qui lui permettent de prendre une solide avance au classement général. Avec ce succès, le septième de sa carrière, il dépasse Fabrice Guy et devient ainsi le meilleur français dans l'histoire de la Coupe du monde,. Lors de la troisième étape de la saison, disputée dans la station autrichienne de Ramsau, il remporte deux des trois épreuves, ce qui le place en favori en vue du globe de cristal et des épreuves olympiques. Ce départ exceptionnel, avec quatre victoires, une troisième et une cinquième places en six courses disputées, lui permet de posséder 121 points d'avance sur Tino Edelmann et plus de 200 points sur les autres concurrents. Au cours du mois de janvier 2010, il obtient trois podiums, dont une double deuxième place à domicile à Chaux-Neuve et une troisième à Oberhof avant de remporter une nouvelle victoire à Schonach. Largement en tête de la Coupe du monde à ce stade, Jason Lamy-Chappuis décide de faire l'impasse sur les deux épreuves de Seefeld, les 30 et 31 janvier, pour affiner sa préparation en vue des trois épreuves olympiques qui ont lieu à Whistler.
Le 14 février 2010, lors des Jeux olympiques de Vancouver, il devient champion olympique de l'épreuve de combiné nordique au petit tremplin. Au cours du concours de saut, les conditions climatiques évoluent défavorablement et sont marquées par l'apparition de gouttes de pluie et surtout de vent qui gêne les derniers sauteurs dont Lamy-Chappuis, dernier partant. Il se hisse à la cinquième place. Lors du ski de fond, il effectue une course prudente accompagnant des fondeurs mieux réputés que lui, notamment l'américain Bill Demong. Dans la dernière bosse du parcours, à 800 m de l'arrivée, il suit l'attaque de Johnny Spillane avant de le battre au sprint, devenant ainsi le deuxième champion olympique français de la discipline après Fabrice Guy lors des Jeux olympiques d'Albertville en 1992,. Le 23 février, il figure au sein du relais français qui prend la quatrième place de l'épreuve par équipes. Deux jours plus tard, il ne prend que la 18e place de l'individuelle au grand tremplin. L'épreuve est marquée par de mauvaises conditions météorologiques qui obligent les organisateurs à arrêter le concours de saut avant de le recommencer. Cependant, lors du second saut, les conditions se dégradent à nouveau au moment du passage des cinq derniers concurrents, dont fait partie Jason Lamy-Chappuis, et qui signent des performances très en deçà de celles de leurs sauts d'entraînement,.
Une semaine après la clôture des Jeux, sa dixième place lors de la première épreuve individuelle de Lahti, en Finlande, lui assure la victoire finale du Globe de cristal, alors qu'il s'agit paradoxalement de son plus mauvais résultat de la saison en Coupe du monde. Là encore, Jason succède au palmarès français à Fabrice Guy, titré en Coupe du monde de combiné nordique 1991-1992. Il monte sur le podium de la deuxième épreuve disputée dans la station finlandaise le lendemain, puis remporte une nouvelle victoire à Oslo le 14 mars, dans la dernière course de la saison.

### Titre mondial et deuxième globe de cristal (2010-2011)

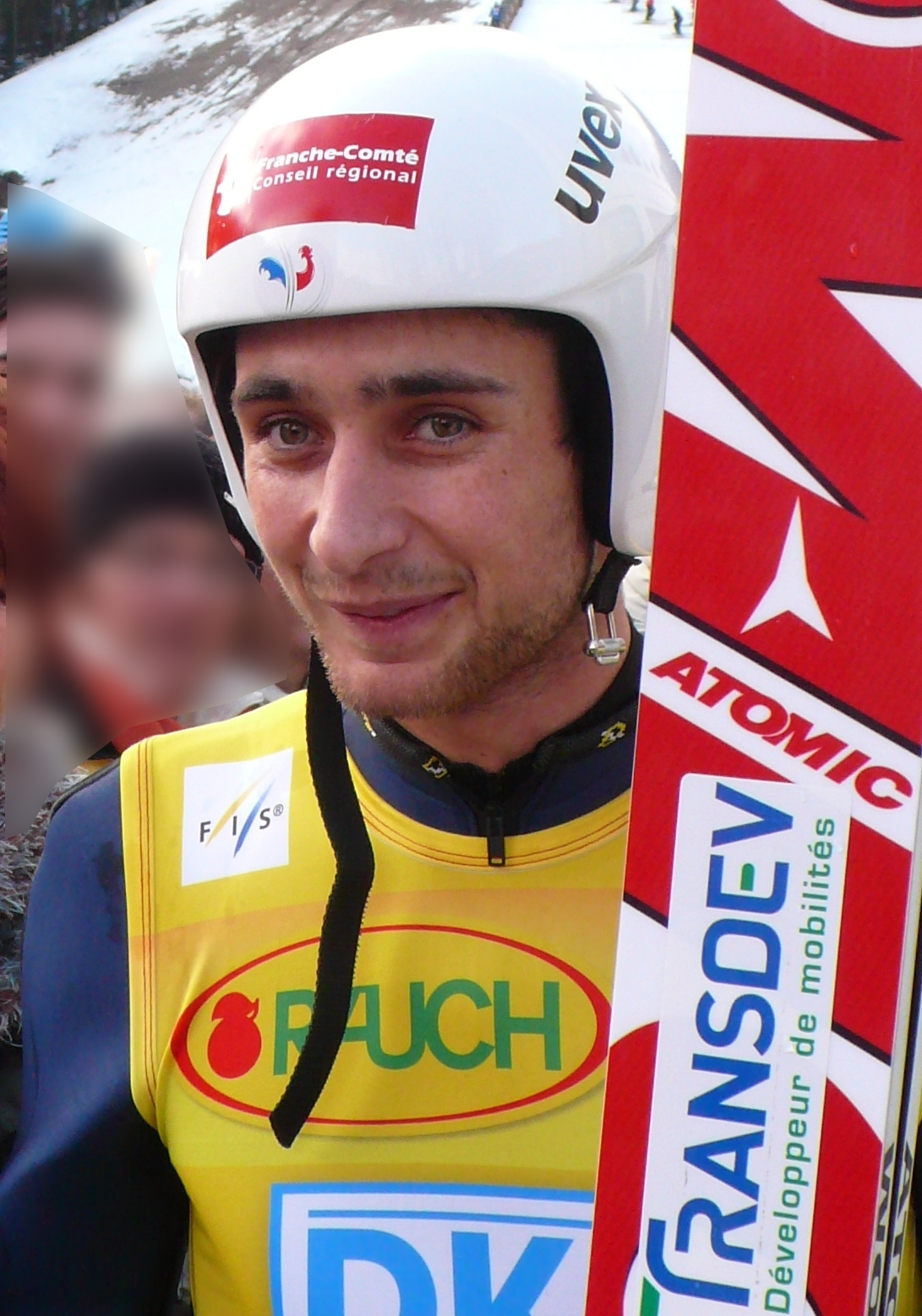
Lamy-Chappuis à Schonach en 2011.

Auréolé de son titre olympique et vainqueur sortant du globe de cristal de combiné nordique, Jason Lamy-Chappuis se présente logiquement comme favori à sa succession lors de la saison 2010-2011 qu'il aborde en ayant du nouveau matériel et un nouvel entraîneur de saut à ski. Celle-ci démarre d'ailleurs comme la précédente pour le Français : il remporte en effet une nouvelle fois l'épreuve d'ouverture de Kuusamo en Finlande et s'empare du dossard jaune de leader de la Coupe du monde, avant de terminer troisième le lendemain. La semaine suivante, à Lillehammer en Norvège, Lamy-Chappuis signe deux nouveaux podiums dont une victoire dans la deuxième épreuve du week-end. Après seulement quatre épreuves, la hiérarchie semble déjà bien établie pour la victoire au général. Outre Jason Lamy-Chappuis, les favoris sont le Norvégien Mikko Kokslien et les deux Autrichiens Felix Gottwald et Mario Stecher. Ce dernier remporte d'ailleurs les deux épreuves individuelles de Ramsau lors de la troisième étape de la Coupe du monde. Il revient alors à grandes foulées sur le Français, seulement cinquième et quatrième des deux épreuves. Handicapé par une angine et mis sous pression par une course d'équipe autrichienne, Jason Lamy-Chappuis ne prend que la onzième place de l'individuelle de Schonach et doit laisser le dossard jaune de leader de la Coupe du monde à l'Autrichien Mario Stecher, deuxième de l'épreuve. L'étape suivante à Seefeld marque un tournant dans la saison. En effet, Mario Stecher se blesse à un genou à l'occasion du saut d'entraînement précédant l'épreuve par équipes du vendredi et déclare donc forfait pour les trois épreuves du week-end (une par équipe et deux individuelles). Jason Lamy-Chappuis, quant à lui, réalise un week-end presque parfait, menant l'équipe de France à la troisième place du relais avant de remporter une victoire et de conclure sur une deuxième place. Au général, le Français reprend alors le large sur Mario Stecher, tout juste dépassé par Mikko Kokslien (respectivement 170 et 173 points d'avance). La sixième étape a lieu à Chaux-Neuve en France, non loin de Bois-d'Amont où réside Lamy-Chappuis, mais où il ne s'est jamais imposé. Toujours en l'absence de Mario Stecher, le Français domine le week-end en saut mais ne finit que quatrième de la première épreuve avant de l'emporter le lendemain, sa première victoire en France,. Au classement général, il accentue légèrement son avance sur le Norvégien Mikko Kokslien et la porte à 180 points à deux épreuves du terme de la Coupe du monde.
Lors des Championnats du monde de ski nordique 2011, disputés à Holmenkollen sur les hauteurs d'Oslo en Norvège, et dont il a fait son principal objectif de la saison, Jason Lamy-Chappuis démarre mal en terminant 15e de l'épreuve disputée sur le petit tremplin, le 26 février. Il ne connaît pas non plus la réussite dans le concours par équipes deux jours plus tard, où l'équipe de France prend la 5e place. Le mercredi 2 mars, sur le grand tremplin, après s'être classé 2e du saut derrière le Norvégien Håvard Klemetsen, il s'impose au terme des 10 km de ski de fond, passant la ligne d'arrivée avec sept secondes d'avance sur les Allemands Johannes Rydzek et Eric Frenzel. Champion du monde pour la première fois de sa carrière, Jason Lamy-Chappuis a désormais remporté, à 24 ans, tous les titres majeurs du combiné nordique,.
Le 11 mars 2011, neuf jours après son titre mondial, il prend la 3e place de la première épreuve de Lahti derrière les Allemands Björn Kircheisen et Eric Frenzel. Ce huitième podium de la saison lui assure le gain du globe de cristal, son deuxième consécutif, à une épreuve de la fin. Les 26 et 27 mars, il réalise le doublé lors des championnats de France : déjà vainqueur en combiné, il remporte le titre le lendemain lors du concours de saut spécial, en devançant des spécialistes comme son cousin Ronan Lamy-Chappuis ou Emmanuel Chedal,.

### Troisième globe de cristal (2011-2012)

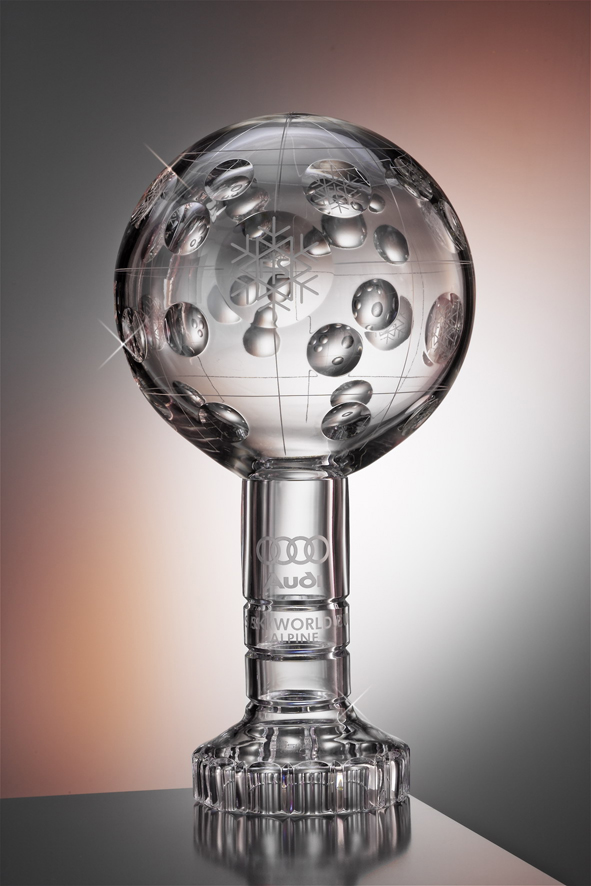
Le globe de cristal.

Jason Lamy-Chappuis obtient son premier podium de la saison au terme de la quatrième course disputée à Lillehammer. La semaine suivante, il est deuxième puis vainqueur à Ramsau am Dachstein, ce qui lui permet de prendre la tête de la coupe du monde pour quatre points devant Tino Edelmann. Lors de la quatrième étape qui se dispute à Seefeld, Lamy-Chappuis remporte tout d'abord le sprint par équipe avec Sébastien Lacroix puis les deux épreuves individuelles.
Il obtient son premier podium de l'année 2012 le 13 janvier lors de l'étape française de Coupe du monde disputée à Chaux-Neuve. Deuxième de la première course derrière l'Italien Alessandro Pittin, la deuxième course aboutit au même résultat. La dernière course du week-end est à nouveau remportée par l'Italien, Lamy-Chappuis finissant seulement 25e. Pittin revient alors à 108 points du Français et devient son rival le plus proche pour le globe de cristal. Jason Lamy-Chappuis remporte ensuite la penalty race de Val di Fiemme et augmente alors son avantage sur Alessandro Pittin, dixième de l'épreuve quelques jours après avoir chuté en entraînement de saut à ski. Accompagné de Maxime Laheurte, Lamy-Chappuis est deuxième le lendemain du sprint par équipe derrière la Norvège de Mikko Kokslien et Magnus Moan.
Le Japonais Akito Watabe, victorieux de la dernière course de Val di Fiemme puis obtenant deux podiums à Almaty, devient deuxième au classement provisoire de la coupe du monde lors de cette étape kazakhe où Lamy-Chappuis termine quatrième puis cinquième des deux courses disputées. La semaine suivante, deuxième de la première course de Klingenthal derrière son rival japonais, il s'impose dans la deuxième course, Watabe se classant seulement 19e. Cette victoire, la vingtième de sa carrière en épreuve individuelle, permet à Lamy-Chappuis d'augmenter son avance au classement provisoire de la coupe du monde sur le Japonais qu'il devance alors de 238 points. La semaine suivante, à Liberec, Lamy-Chappuis est 21e de la première épreuve puis 2e de la seconde course, seulement devancé par Watabe de 18 secondes. À l'issue de cette étape de coupe du monde, il conserve 183 points d'avance sur le Japonais,. À Lahti, Lamy-Chappuis, 18e, voit le Japonais lui reprendre 19 points à deux courses du dénouement. Le suspense dure jusqu'à la dernière course disputée à Oslo. En terminant 8e juste derrière Watabe, Lamy-Chappuis s'assure le gain de sa troisième Coupe du monde consécutive. Il est le troisième athlète après le Japonais Kenji Ogiwara (de 1993 à 1995) et le Finlandais Hannu Manninen (quatre fois lauréat de 2004 à 2007), à réaliser cette performance.

### Triple champion du monde (2012-2013)

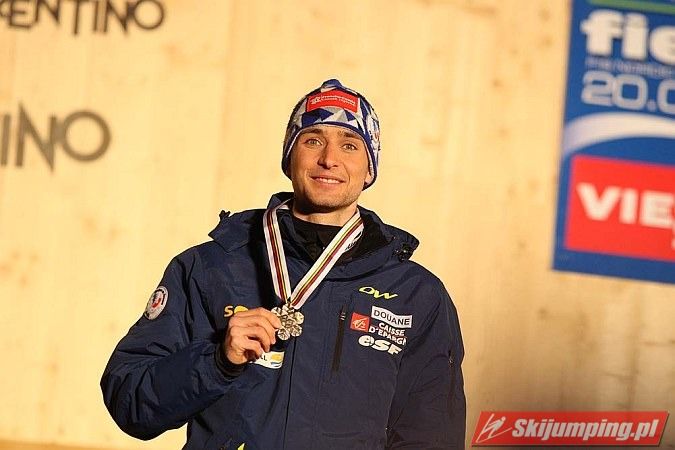
Lamy-Chappuis lors d'une cérémonie des médailles des Championnats du monde 2013.

Jason Lamy-Chappuis est le favori de la saison 2012-2013 et paraît en forme après sa victoire lors du Grand prix d'été d'Oberwiesenthal, en Allemagne,. Le Français commence sa saison par une deuxième place à Lillehammer derrière Magnus Moan, son 51e podium en carrière. Quatrième le lendemain d'une penalty race, Lamy-Chappuis remporte la semaine suivante à Kuusamo l'épreuve de Gundersen puis obtient avec Sébastien Lacroix la troisième place du sprint par équipe. Il perd la tête de la coupe du monde la semaine suivante au profit de Moan, vainqueur de la première épreuve de Ramsau am Dachstein, puis la regagne le lendemain grâce à sa place de deuxième derrière Mikko Kokslien. Lamy-Chappuis conclut l'année 2012 avec 32 points d'avance sur Magnus Moan et 155 sur le troisième, Bernhard Gruber.
Il commence l'année 2013 par une victoire à Schonach devant Akito Watabe et accentue son avantage sur Moan, troisième du jour. La semaine suivante, à Chaux-Neuve, « à domicile », le Français est sixième de la course individuelle avant d'obtenir la troisième place du sprint par équipe, associé à Sébastien Lacroix. Quinzième des deux manches de Seefeld remportées par l'Allemand Eric Frenzel, Lamy-Chappuis termine ensuite cinquième de l'épreuve de Klingenthal à nouveau gagnée par Frenzel. Grâce à ses trois victoires consécutives, ce dernier prend la tête de la coupe du monde avec deux points d'avance sur le Français. Cinquième le lendemain de la penalty race remportée par Frenzel, Lamy-Chappuis voit son retard passer à 57 points.
Le 22 février, lors des Championnats du monde de ski nordique à Val di Fiemme, Jason Lamy-Chappuis remporte la médaille d'or de l'épreuve individuelle sur « tremplin normal » HS 106 en remontant de la 11e place au départ des 10 kilomètres en ski de fond, après avoir repris l'équivalent de 1 min 13 s de retard sur le Norvégien Håvard Klemetsen qui avait dominé l'épreuve de saut à ski. Sur ce même tremplin, Lamy-Chappuis participe deux jours plus tard à l'épreuve par équipes en compagnie de Sébastien Lacroix, François Braud et Maxime Laheurte. Deuxième après le saut, l'équipe de France, avec Lamy-Chappuis comme dernier relayeur, s'impose au sprint devant Magnus Moan représentant la Norvège. Dixième du saut à ski de l'épreuve du grand tremplin HS 134, Lamy-Chappuis termine finalement médaillé de bronze à l'issue du ski de fond, battu de 37 secondes par Eric Frenzel et devancé au sprint pour la médaille d'argent par l'Autrichien Bernhard Gruber. Lamy-Chappuis termine ces Championnats du monde par un nouveau titre sur le sprint par équipes. Associé à Sébastien Lacroix, les deux Français se classent quatrièmes du saut à ski et entament le ski de fond avec un retard de 43 secondes sur la paire allemande Edelmann-Frenzel alors en tête. Les Français remontent leurs adversaires lors des différents relais de la course et s'imposent finalement devant les équipes d'Autriche et d'Allemagne. Lamy-Chappuis devient le premier athlète à remporter trois titres mondiaux lors d'une même édition des Championnats du monde de combiné nordique.
Après ces Championnats du monde, Lamy-Chappuis est 16e de l'épreuve de Coupe du monde de Lahti. Lors de la dernière étape, à Oslo, Frenzel remporte la première épreuve, Lamy-Chappuis étant quatrième après s'être classé huitième du saut à ski. Cette victoire assure à l'Allemand le globe de cristal. Le lendemain, Lamy-Chappuis, à nouveau huitième du saut à ski, parvient à remporter la dernière course de la saison à l'issue des 15 kilomètres de ski de fond, en devançant Frenzel au sprint. Cette victoire lui permet de finir au deuxième rang du classement général de la Coupe du monde.

### Porte-drapeau de l'équipe de France olympique (2013-2014)

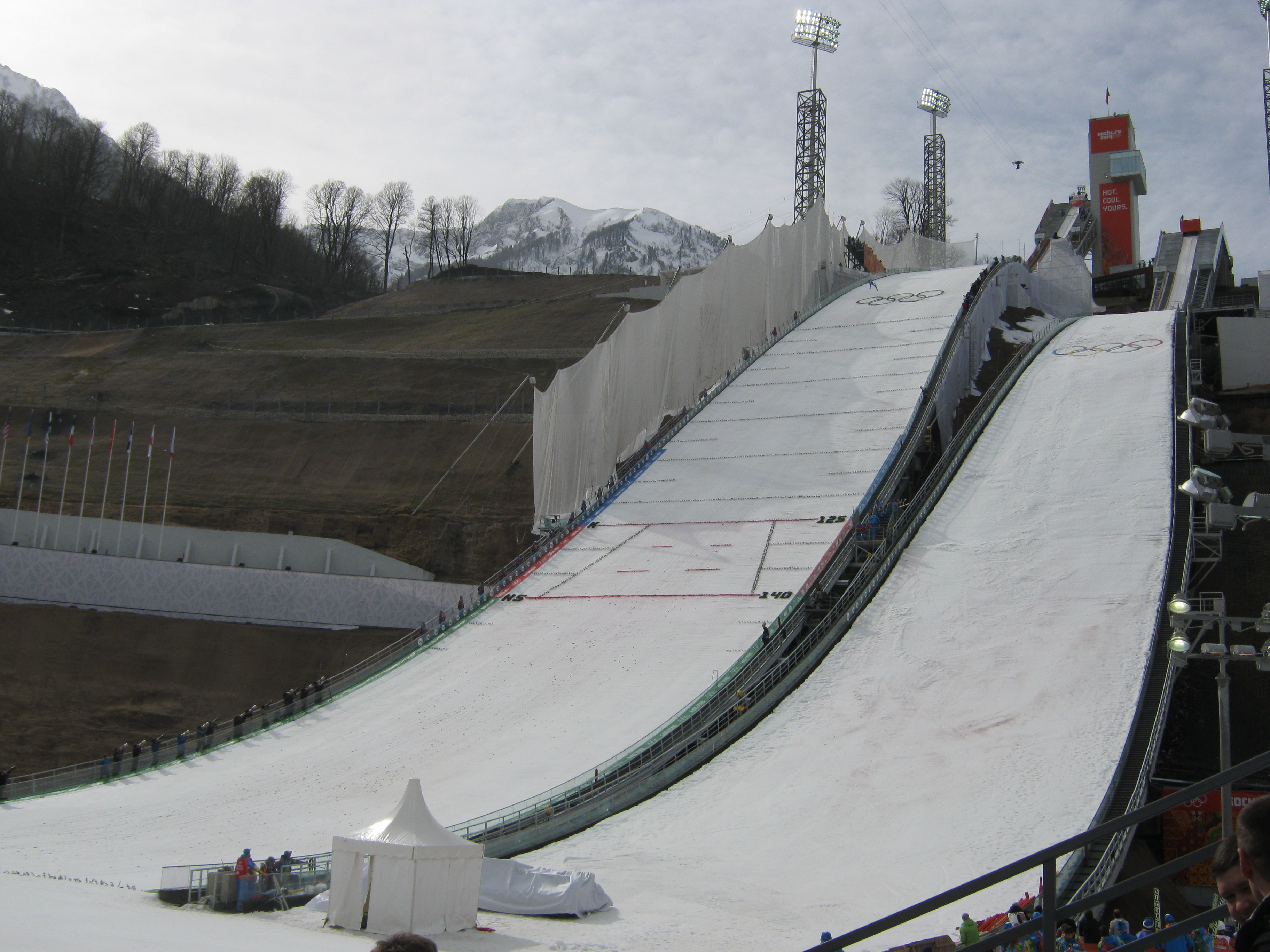
Le tremplin des Jeux olympiques de Sotchi ne lui réussit pas.

Jason Lamy-Chappuis entame la saison 2013-2014 avec un double objectif : défendre son titre olympique et égaler le Finlandais Hannu Manninen en remportant un quatrième globe de cristal. En lice avec la patineur Brian Joubert et la skieuse Ophélie David, Jason Lamy-Chappuis est désigné le 14 octobre 2013 porte-drapeau de l'équipe de France pour les Jeux olympiques de Sotchi 2014, une désignation qu'il accueille comme « une grande fierté, mais aussi une grande responsabilité ».
Le 7 décembre, il remporte à Lillehammer sa première victoire de la saison en franchissant la ligne d'arrivée avec 12 secondes d'avance sur Akito Watabe, après s'être élancé en deuxième position derrière son compatriote François Braud, vainqueur du saut. Il prend ainsi provisoirement la tête du classement général de la Coupe du monde. Le lendemain, au même endroit, il est sixième d'une épreuve remportée par l'Allemand Eric Frenzel qui prend la tête de la Coupe du monde. Deux semaines plus tard, à Schonach, il retrouve le succès après avoir battu au sprint l'Allemand Johannes Rydzek et Akito Watabe dans un final serré. Lamy-Chappuis, durant les fêtes de fin d'année où il n'y a pas de compétition, travaille spécifiquement à l'entraînement le saut à ski, la discipline étant devenue son point faible de son propre aveu. Il obtient ensuite des résultats en demi-teinte jusqu'aux Jeux, n'obtenant qu'un podium dans l'épreuve de sprint par équipes d'Oberstdorf en Allemagne, le 25 janvier, et ayant comme meilleur résultat en individuel une cinquième place à Seefeld le 18 janvier. Frenzel obtient de son côté quatre victoires durant ce mois de janvier ainsi qu'une par équipes, accentuant ainsi son avance en Coupe du monde.
Malheureusement pour Lamy-Chappuis, les Jeux de Sotchi ne lui réussissent pas : le 12 février, il se classe 35e de l'épreuve sur petit tremplin, laissant ainsi le titre à son rival allemand, Eric Frenzel. Septième au grand tremplin, puis quatrième avec le relais, il est l'une des grandes déceptions du camp tricolore lors de ces Jeux. Sa préparation, axée sur le ski de fond, où il n'a que peu progressé tandis qu'il perdait son avance en saut sur ses concurrents, est avancée par certains spécialistes pour expliquer ces contre-performances. Il termine la saison au sixième rang mondial, son plus mauvais classement depuis 2005.

### Dernière saison (2014-2015)
Jason Lamy-Chappuis entame la saison par une 18e place en individuel à Ruka, avant de se classer troisième du sprint par équipes avec son ami François Braud. Une semaine plus tard à Lillehammer, il se retrouve de nouveau loin au classement avec une 24e place, avant de conquérir son premier podium personnel de l'année en terminant troisième le lendemain.
Lors de la troisième étape de l'hiver disputée à Ramsau am Dachstein, lui et ses coéquipiers se classent troisièmes du relais. Dans l'épreuve individuelle, il signe son 26e succès en Coupe du monde, tout juste un an après sa dernière victoire, à l'issue d'un sprint très serré contre Mikko Kokslien et Fabian Riessle. La suite de sa saison lui apporte moins de succès, son seul résultat significatif étant une quatrième place lors du deuxième concours individuel de Chaux-Neuve. En janvier, lors de la première étape du Seefeld Triple, il abandonne la course de ski de fond après avoir ressenti une douleur à un mollet qui se révèle être une contusion osseuse d'un péroné et doit donc se reposer avant les Championnats du monde à Falun. Lors de ces championnats du monde 2015, il remporte trois nouvelles médailles, en commençant par le bronze en individuel sur le petit tremplin derrière Johannes Rydzek (or) et Alessandro Pittin (argent), puis à nouveau le bronze par équipes avec François Braud, Maxime Laheurte et Sébastien Lacroix, et enfin, le 28 février, l'or du sprint par équipes avec François Braud, au prix d'une dernière ligne droite où il s'impose au sprint face à Johannes Rydzek. Jason Lamy-Chappuis obtient ainsi le cinquième titre mondial de sa carrière ce qui lui permet de rejoindre Bjarte Engen Vik au nombre de titres mondiaux remportés.
Dans la foulée de cette victoire, Jason Lamy-Chappuis annonce que cette saison est sa dernière. Il fait part de sa volonté de se retirer des compétitions dès la fin de la Coupe du monde 2014-2015, afin de pourvoir suivre une formation de pilote de ligne qui doit durer deux ans, tout en concédant une certaine lassitude liée aux entraînements et au fait d'avoir « tout gagné ». Il laisse toutefois la porte ouverte pour un hypothétique retour dans la perspective des Jeux olympiques de Pyeongchang 2018,. Tout comme son coéquipier Sébastien Lacroix, il dispute sa dernière course de Coupe du monde le 14 mars 2015 à Oslo. Arrivé deuxième de l'épreuve de saut, derrière son coéquipier Maxime Laheurte, il se classe finalement douzième au terme d'une épreuve de fond inhabituellement longue de 15 kilomètres, avant d'être félicité par tous les coureurs dans l'aire d'arrivée : leur représentant, Alessandro Pittin, remet à chacun des deux retraités du jour un dossard portant les signatures des concurrents de l'épreuve.
Le 28 mars, il dispute la dernière course de sa carrière en individuel en combiné nordique devant son public à Chaux-Neuve et devient champion de France pour la neuvième fois (la huitième en combiné). Après s'être classé quatrième du concours du saut, il devance dans l'épreuve de fond ses trois équipiers de toujours, François Braud, Maxime Laheurte et Sébastien Lacroix. « C'est une belle histoire de terminer comme ça », déclare-t-il. Le lendemain, il participe à une ultime épreuve : le saut à ski par équipes des Championnats de France avec l'équipe du Jura et s'y classe deuxième.

### Arrêt momentané pour préparer sa reconversion (2015-2017)
Jason Lamy-Chappuis, une fois sa carrière terminée, se consacre à ses études de pilote de ligne. Il ne quitte pas pour autant le monde du sport après sa retraite sportive. Il rejoint en effet l'équipe de consultants de la chaîne Eurosport pour la saison 2015-2016 pour les différentes épreuves de sports d'hiver.

### Retour pour disputer ses quatrièmes Jeux d'hiver (2017-2018)
Lors de l'été 2016, il est invité aux Jeux olympiques d'été de Rio de Janeiro et envisage un retour. En septembre 2016, il intègre son école de pilotage en Angleterre et il décide de reprendre le rollerski. En 2017, la possibilité du retour à la compétition de Jason Lamy-Chappuis est évoquée dans les médias. Lamy-Chappuis, dont la formation de pilote est terminée, confirme ce retour le 3 mai et vise les Jeux olympiques de 2018. Il reprend alors l'entraînement durant ce mois. En juillet 2017, il participe au championnat de France mais il termine distancé à la cinquième place notamment en raison d'une performance décevante en rollerski. Présent sur plusieurs épreuves du Grand Prix d'été, il y obtient comme meilleur résultat une 14e place sur le site de Planica. Il fait son retour en Coupe du monde en novembre à Ruka. Après une chute au saut lors d'un entraînement, il obtient une 29e place et une 33e place en trois courses. Sa chute le blesse cependant au genou ce qui ne le gêne pas pour le ski de fond mais le perturbe lors du saut à ski,,. Une semaine plus tard à Lillehammer, Lamy-Chappuis termine troisième dans la course par équipe. En tant que dernier relayeur, il assure le podium au sprint face à son adversaire finlandais,. Cependant, une fissure de la tête fibulaire droite contractée à Ruka l'oblige à se faire soigner et il manque plusieurs courses de la Coupe du monde. De retour à Val di Fiemme en janvier, il y obtient une huitième place en sprint par équipe. Il signe à Chaux-Neuve, sa meilleure place de l'hiver en individuel, une 25e place ainsi qu'une quatrième place par équipes. Il participe à ses quatrièmes Jeux d'hiver à PyeongChang 2018 où son objectif est principalement l'épreuve par équipes. 31e au tremplin normal puis 30e au grand tremplin, il est cinquième par équipes et échoue donc dans son objectif de médaille. Il termine sa carrière lors des championnats de France où il remporte deux titres : le combiné nordique et le saut par équipes,,.

## Après-carrière
Une fois sa carrière sportive terminée, Jason Lamy-Chappuis continue sa reconversion dans le domaine aérien. Il devient copilote au sein de la compagnie française Air France sur des vols de type moyen courrier. Restant impliqué dans le domaine sportif, il devient ambassadeur bénévole pour les Jeux olympiques de la jeunesse d'hiver de 2020 qui se disputent en Suisse ainsi que dans le département français du Jura. Lors de ces Jeux, il est présent à la station des Rousses où se déroulent les épreuves de combiné nordique. Symboliquement, une fois ces épreuves terminées, Lamy-Chappuis éteint la flamme olympique sur ce site français. Deux ans plus tard, Lamy-Chappuis devient consultant d'Eurosport à l'occasion des Jeux olympiques d'hiver de 2022 disputés à Pékin.
Lamy-Chappuis a une fille née en juin 2020.

## Palmarès

### Jeux olympiques d'hiver
Jason Lamy-Chappuis a participé à quatre éditions des Jeux olympiques entre 2006 et 2018. Il y a pris douze départs et compte une médaille d'or, obtenue sur le petit tremplin à Vancouver en 2010.
| Épreuve / Édition   | Individuel     | Individuel            | Par équipes Grand tremplin |
| Épreuve / Édition   | Petit tremplin | Sprint Grand tremplin | Par équipes Grand tremplin |
| JO 2006 Turin       | 11e            | 4e                    | 5e                         |
| Épreuve / Édition   | Individuel     | Individuel            | Par équipes Grand tremplin |
| Épreuve / Édition   | Petit tremplin | Grand tremplin        | Par équipes Grand tremplin |
| JO 2010 Vancouver   | Or             | 18e                   | 4e                         |
| JO 2014 Sotchi      | 35e            | 7e                    | 4e                         |
| JO 2018 Pyeongchang | 31e            | 30e                   | 5e                         |

### Championnats du monde de ski nordique
Entre 2005 et 2015, Jason Lamy-Chappuis participe à six éditions des Championnats du monde de ski nordique et prend vingt-deux départs. Il y a remporté dix médailles, dont cinq en or.
| Épreuve / Édition           | Individuel     | Individuel            | Par équipes Grand tremplin | Par équipes Grand tremplin |
| Épreuve / Édition           | Petit tremplin | Sprint Grand tremplin | Par équipes Grand tremplin | Par équipes Grand tremplin |
| Mondiaux 2005 Oberstdorf    | 33e            | 21e                   | 7e                         | 7e                         |
| Mondiaux 2007 Sapporo       | 15e            | 7e                    | 6e                         | 6e                         |
| Épreuve / Édition           | Individuel     | Individuel            | Individuel                 | Par équipes Relais         |
| Épreuve / Édition           | Petit tremplin | Grand tremplin        | Départ en ligne            | Par équipes Relais         |
| Mondiaux 2009 Liberec       | 23e            | Bronze                | Bronze                     | 4e                         |
| Épreuve / Édition           | Individuel     | Individuel            | Par équipes                | Par équipes                |
| Épreuve / Édition           | Petit tremplin | Grand tremplin        | Petit tremplin Relais      | Grand tremplin Relais      |
| Mondiaux 2011 Oslo          | 15e            | Or                    | 5e                         | 4e                         |
| Épreuve / Édition           | Individuel     | Individuel            | Par équipes                | Par équipes                |
| Épreuve / Édition           | Petit tremplin | Grand tremplin        | Grand tremplin Sprint      | Petit tremplin Relais      |
| Mondiaux 2013 Val di Fiemme | Or             | Bronze                | Or                         | Or                         |
| Mondiaux 2015 Falun         | Bronze         | 6e                    | Or                         | Bronze                     |

### Coupe du monde

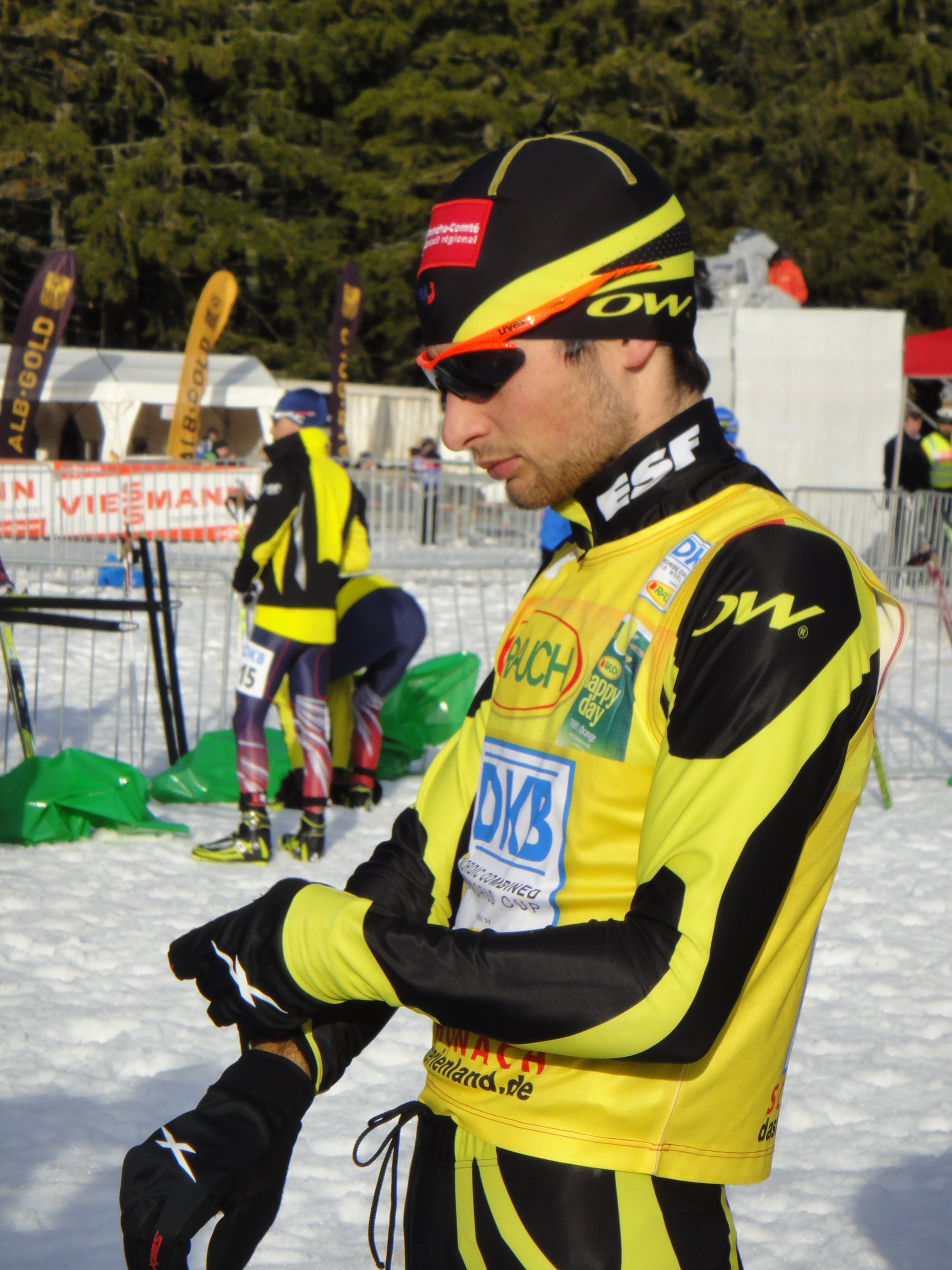
Jason Lamy-Chappuis à Schonach en 2011.

- 3 gros globes de cristal en 2010, 2011 et 2012.
- 1 petit globe de cristal :
  - Vainqueur de la coupe du monde de sprint en 2007.
- 59 podiums individuels, dont 26 victoires.
- 13 podiums par équipes dont 1 victoire en sprint.

 Dernière mise à jour le 2 décembre 2017 

#### Différents classements en Coupe du monde
| Année     | Classement général final |
| 2003-2004 | 54e                      |
| 2004-2005 | 45e                      |
| 2005-2006 | 5e                       |
| 2006-2007 | 2e                       |
| 2007-2008 | 5e                       |
| 2008-2009 | 5e                       |
| 2009-2010 | 1er                      |
| 2010-2011 | 1er                      |
| 2011-2012 | 1er                      |
| 2012-2013 | 2e                       |
| 2013-2014 | 6e                       |
| 2014-2015 | 14e                      |
| 2017-2018 | 55e                      |

#### Détail des victoires
| Édition / Épreuve | Gundersen                                                   | Penalty Race                     | Sprint                           | Total |
| 2006              |                                                             | Épreuve inexistante à cette date | Sapporo                          | 1     |
| 2007              | Kuusamo                                                     | Épreuve inexistante à cette date | Oslo                             | 2     |
| 2008              |                                                             | Épreuve inexistante à cette date | Schonach Seefeld                 | 2     |
| 2010              | Kuusamo Lillehammer Ramsau am Dachstein (× 2) Schonach Oslo | Épreuve inexistante à cette date | Épreuve inexistante à cette date | 6     |
| 2011              | Kuusamo Lillehammer Seefeld Chaux-Neuve                     | Épreuve inexistante à cette date | Épreuve inexistante à cette date | 4     |
| 2012              | Ramsau am Dachstein Seefeld (× 2) Klingenthal               | Val di Fiemme                    | Épreuve inexistante à cette date | 5     |
| 2013              | Kuusamo Schonach Oslo                                       |                                  | Épreuve inexistante à cette date | 3     |
| 2014              | Lillehammer Schonach                                        | Épreuve inexistante à cette date | Épreuve inexistante à cette date | 2     |
| 2015              | Ramsau am Dachstein                                         | Épreuve inexistante à cette date | Épreuve inexistante à cette date | 1     |
| Total             | 21                                                          | 1                                | 4                                | 26    |

 Dernière mise à jour le 14 mars 2015 

#### Résultats en Coupe du monde
Jason Lamy-Chappuis est au départ de 213 courses en Coupe du monde de combiné nordique. La première date du 28 février 2004 à Oslo, sa dernière course s'étant courue à Klingenthal le 18 mars 2018. Il compte à son palmarès 27 victoires dont 26 sur des épreuves individuelles. Il est monté à 72 reprises sur le podium, dont 59 lors d'épreuves individuelles.
| Résultat  | Gundersen | Sprint | Compact Sprint | Individuelle | Mass Start | Hurricane | Penalty Race | Sprint par équipes | Par équipes | Total |
| --------- | --------- | ------ | -------------- | ------------ | ---------- | --------- | ------------ | ------------------ | ----------- | ----- |
| 1re place | 21        | 4      | 0              | 0            | 0          | 0         | 1            | 1                  | 0           | 27    |
| 2e place  | 13        | 3      | 0              | 1            | 0          | 1         | 1            | 2                  | 3           | 24    |
| 3e place  | 10        | 3      | 0              | 0            | 1          | 0         | 0            | 1                  | 6           | 21    |
| Top 10    | 92        | 18     | 0              | 1            | 6          | 2         | 4            | 6                  | 18          | 147   |
| Top 30    | 128       | 28     | 1              | 2            | 8          | 2         | 4            | 7                  | 18          | 198   |
| Autres    | 11        | 2      | 0              | 1            | 1          | 0         | 0            | 0                  | 0           | 15    |
| Départs   | 139       | 30     | 1              | 3            | 9          | 2         | 4            | 7                  | 18          | 213   |

 Dernière mise à jour le 19 mars 2018 
Lamy-Chappuis dispute également trois épreuves par équipes en Coupe du monde de saut à ski entre 2007 et 2011, obtenant deux neuvièmes places et une huitième place.

### Grand prix d'été
Jason Lamy-Chappuis a participé à 40 épreuves du Grand Prix d'été de combiné nordique. Il est monté à sept reprises sur le podium et a notamment remporté deux victoires, à Bischofshofen en 2007 puis à Oberwiesenthal en 2012.
| Résultat  | Gundersen | Sprint | Individuelle | Mass Start | Penalty Race | Sprint par équipes | Total |
| --------- | --------- | ------ | ------------ | ---------- | ------------ | ------------------ | ----- |
| 1re place | 1         | -      | -            | -          | -            | 1                  | 2     |
| 2e place  | 2         | -      | -            | -          | -            | 1                  | 3     |
| 3e place  | 2         | -      | -            | -          | -            | -                  | 2     |
| Top 10    | 19        | 1      | 1            | 2          | 1            | 3                  | 27    |
| Autres    | 11        | 1      | -            | 1          | -            | -                  | 13    |
| Départs   | 30        | 2      | 1            | 3          | 1            | 3                  | 40    |

### Coupe du monde B
Jason Lamy-Chappuis compte cinq participations en Coupe du monde B. En compagnie de Maxime Laheurte, il prend le départ de trois épreuves scandinaves à la fin de la saison 2002-2003. Il est treizième à Trondheim le 12 mars, vingt-huitième à Stryn trois jours plus tard ; le lendemain, il dispute une épreuve par équipes, associé pour l'occasion avec Laheurte et l'Américain Brett Camerota. Cette équipe termine onzième. Avec ces résultats, Lamy-Chappuis se place au 48e rang du classement général.
La saison suivante, il ne prend que deux départs durant la saison 2003 -2004 : il se classe quarante-neuvième à Ruhpolding le 21 décembre 2003 puis vingt-deuxième le 11 janvier 2004 à Villach. C'est sa dernière apparition dans cette compétition. Il figure au classement général en quatre-vingt-sixième place.

### Championnats du monde juniors
Lamy-Chappuis a remporté une médaille d'argent et une de bronze lors de ses participations aux Championnats du monde junior de combiné nordique entre 2003 et 2005. En 2003, pour ses premiers mondiaux junior à Sollefteå (Suède), Lamy-Chappuis obtient la médaille de bronze dans l'épreuve par équipes. Un an plus tard, à Stryn (Norvège), il ne remporte pas de médaille mais se classe cinquième en sprint et sixième par équipes. Il effectue sa dernière participation en 2005 à Rovaniemi (Finlande) où il remporte la médaille d'argent en relais et obtient deux places dans les 10 premiers en sprint et en Gundersen.
| Épreuve / Édition       | Gundersen | Sprint | Par équipes        |
| Mondiaux 2003 Sollefteå | 16e       | 18e    | Médaille de bronze |
| Mondiaux 2004 Stryn     | -         | 5e     | 6e                 |
| Mondiaux 2005 Rovaniemi | 8e        | 6e     | Médaille d'argent  |

En 2004, Lamy-Chappuis participe également aux Championnats du monde junior de saut à ski à Stryn et est onzième de l'épreuve par équipes.

### Championnats de France de ski nordique
Jason Lamy-Chappuis obtient neuf titres de champion de France de combiné nordique entre 2006 et 2018. En 2010, une blessure au talon contractée à l'entraînement l'empêche de défendre ses chances. En 2014, il ne se classe qu'au 4e rang. En 2011, il remporte également le titre en saut spécial. En 2013, 2014 et 2018, il remporte l'épreuve par équipe en saut spécial. En 2018, il termine par une victoire et un titre de champion de France.
| Épreuve / Édition | Épreuve / Édition | 2002 | 2003 | 2004 | 2005 | 2006 | 2007 | 2008 | 2009 | 2010 | 2011 | 2012 | 2013 | 2014 | 2015 | 2017 | 2018 |
| Combiné nordique  | Combiné nordique  | 22e  |      | 3e   | Ab   | 1er  | 1er  | 1er  | 1er  |      | 1er  | 1er  | 1er  | 4e   | 1er  | 5e   | 1er  |
| Saut spécial      | Saut spécial      |      |      |      |      |      |      |      |      | 3e   | 1er  | 9e   | 3e   | 4e   | 7e   |      | 12e  |

## Style, personnalité et caractéristiques
« J'adore sa façon de voler, toujours doux, jamais agressif. Même s'il fait une faute à la table, il sait sauver ses sauts au feeling. En ski de fond, sa gestuelle reste belle, animale, féline jusqu'à l'arrivée. Mort de faim, toujours prêt à sauter sur sa proie, il ne se désunit jamais, toujours beau à regarder skier. »

— Fabrice Guy
Jason Lamy-Chappuis est avant tout reconnu pour ses qualités de sauteur à ski, grâce auxquelles il remporte de nombreux concours, ce qui lui permet de s'élancer en tête lors de la course de fond. À partir de 2009-2010, il donne la priorité au ski de fond sur le saut à ski à l'entraînement. Il travaille son endurance et sa musculation du haut du corps et progresse en ski de fond de façon notable. Cette stratégie lui permet d'obtenir des victoires majeures lors des années qui suivent. En 2014, après son échec aux Jeux de Sotchi, ce choix d'entraînement est toutefois critiqué, ses progrès en ski de fond étant maigres et ses capacités au saut à ski en ayant pâti selon des techniciens de la discipline.
Nicolas Michaud, responsable des équipes de France de ski nordique jusqu'en 2014 dit de lui : « Il a deux visages. Sur les skis, c’est un vrai conquérant, un tueur qui ne lâche rien. Mais à côté, il est sympa avec tout le monde. » Son coéquipier Maxime Laheurte le désigne comme « la force tranquille ». Daniel Lamy-Chappuis, père de Jason, dit de lui qu'« il a un esprit positif, il est tranquille, confiant », et lie ce trait de caractère à une mentalité américaine que Lamy-Chappuis connait par sa mère et la famille dont elle est issue qui a cette nationalité. Bien qu'il n'ait pas de préparateur mental, il est un adepte du tai-chi-chuan, un art martial chinois qui lui permet de gérer les situations de stress. Il a également travaillé avec une psychologue du sport sur des exercices de visualisation. Lamy-Chappuis déclare en février 2012 que la première des deux médailles de bronze qu'il obtient lors des Championnats du monde 2009 ont constitué un « déclic pour [le] décomplexer », lui permettant ensuite l'obtention de titres dans les compétitions internationales les plus importantes que sont les Championnats du monde ou les Jeux olympiques.
Toute la carrière sportive de Jason Lamy-Chappuis se déroule aux côtés de ses amis François Braud, Maxime Laheurte et Sébastien Lacroix. Nicolas Michaud, l'entraîneur qui les a suivis depuis leurs débuts, explique que dès leur médaille remportée par équipes en 2003 lors des championnats du monde juniors en Suède, « Ils avaient la médaille dans la tronche. Ils se sont dit « Ce qu'on a fait en juniors, on va le faire en séniors », ce qu'ils parviennent à réaliser en s'imposant dix années plus tard lors des championnats du monde de Val di Fiemme 2013. « C'est un aboutissement, c'était en eux depuis un paquet d'années » ajoute Michaud,. Ainsi, Jason Lamy-Chappuis vit d'autres grands moments dans sa carrière lorsqu'il s'impose en sprint par équipes avec Sébastien Lacroix, toujours à Val di Fiemme puis, juste avant d'annoncer la fin de sa carrière, avec François Braud à Falun en 2015. « Cela fait douze ans que nous sommes ensemble. Nous avons beaucoup travaillé et gagné ensemble. Nous sommes devenus de vrais potes. C'était la dernière. Il y a donc un côté très émouvant », dit-il à cette occasion.
Passionné de vol depuis son plus jeune âge, il possède une licence de pilote privé et s'entraîne quand il le peut depuis l'aérodrome d'Annemasse ou sur le jeu vidéo Flight Simulator. Il a commencé une formation de pilote de ligne, dans le but de travailler pour une compagnie aérienne,. Il est également adepte de modélisme aérien, de bricolage et de trekking. À partir de 2006, il est en contrat avec la douane française, en tant que sportif de haut niveau, ce qui lui permet de bénéficier d'un revenu fixe et d'un emploi du temps aménagé pour ses entraînements. En décembre 2018, Jason Lamy-Chappuis vit à Paris et il a pour objectif de réussir le concours d'entrée afin de devenir pilote chez Air France. L'année suivante, son concours obtenu, il devient copilote au sein de la compagnie française sur des vols de type moyen courrier. En novembre 2018, il a participé au marathon de La Rochelle qu'il a terminé en 2 h 56 min 38 s.

## Distinctions
Le 14 juillet 2010, Jason Lamy-Chappuis est nommé chevalier de l'ordre national de la Légion d'honneur, en compagnie du biathlète Vincent Jay, également médaillé d'or lors des Jeux olympiques de Vancouver,.
Le 13 septembre 2011, il reçoit le Grand prix olympique de l'Académie des sports. Le 14 octobre 2013, il est désigné porte-drapeau de la sélection française pour les Jeux olympiques d'hiver de Sotchi en 2014. Le stade de saut des Tuffes, à Prémanon, est rebaptisé en 2015 du nom de Jason Lamy-Chappuis, en hommage à sa carrière.